# Meridiecyclops platypus
Meridiecyclops platypus – gatunek widłonoga z rodziny Cyclopidae.
Takson ten jako pierwszy opisał w 1967 roku niemiecki zoolog Friedrich Kiefer, nadając mu nazwę Metacyclops arnaudi platypus, czyli uznając za podgatunek M. arnaudi. Miejsce typowe to słone jezioro w pobliżu Penong (Australia Południowa). Obecnie jest on uznawany za odrębny gatunek.